# Sun Wenyan
Sun Wenyan (em chinês:  孙文雁, Sūn Wényàn; Changsha, 27 de dezembro de 1989) é uma nadadora sincronizada chinesa, medalhista olímpica. 

## Carreira
Sun representou seu país nos Jogos Olímpicos de 2012, ganhando a medalha de prata por equipes em Londres.
Na Rio 2016 ela conquistou a medalha de prata no dueto com Huang Xuechen. Com a equipe ela repetiu a medalha de prata de Londres 2012.